# James Marsters
James Wesley Marsters (Greenville, 20 de agosto de 1962) é um ator e músico americano. Ele é mais conhecido por seu papel de Spike em Buffy, a Caça-Vampiros.

## Biografia
Nasceu Greenville, na Califórnia, mas foi criado em Modesto, no mesmo estado. Filho de James William Marsters (Ministro religioso) e Margaret Lynn Raymond Marsters (assistente social que quase se tornou freira), ele tem dois irmãos: Susan (mais velha) e Paul (mais novo). Escolheu a carreira de ator depois que, ainda criança, participou da peça Ursinho Pooh, interpretando o burrico Ió.
Cursou, entre outras escolas, por dois anos a The Juilliard School, em Nova Iorque, de onde foi expulso, por não ter se adaptado.
De Nova Iorque, já casado com Liane Davidson, mudou-se para Chicago, onde fundou a Genesis Theatre Company. Em 1990, o casal foi para Seattle, fundando lá o New Mercury Theatre. Durante anos, participou de várias produções: A Tempestade, Twelfth Night, Macbeth (Shakespeare), Ohio Impromptu (Samuel Beckett), Life is a Dream (Pedro Calderón de la Barca), Misalliance (Bernard Shaw), A Phoenix Too Frequent (Christopher Fry), Kvetch (Steven Berkoff), Criminals in Love (George F. Walker), The Shawl (David Mamet), A Doll House (Henrik Ibsen), Red Noses entre muitas outras.
O ator estreou na TV como convidado na série Northern Exposure, um sucesso que o inspirou a fixar residência em Los Angeles. Então, após o nascimento de seu primeiro filho em 1996, Sullivan, James (recém-divorciado de Liane) resolveu voltar para a Califórnia, a fim de tentar encontrar trabalho na televisão, o que conseguiu bastante rápido: foi escolhido para interpretar o vampiro inglês Spike na série Buffy the Vampire Slayer (Buffy, A Caça-Vampiros no Brasil; e Buffy, A Caçadora de Vampiros em Portugal) e assim acabou tornando-se mundialmente conhecido. Seu personagem, após o término de Buffy, migrou para a série irmã Angel.
Logo após o cancelamento de Angel (que teve 5 temporadas), James fez os filmes Cool Money (Ladrões de Luxo, no Brasil) e Shadow Puppets, e teve uma participação especial na série Smallville, como o Professor Milton Fine/Brainiac, tradicional inimigo de Clark Kent (o Superman).
Ao teatro, só voltou uma única vez no ano de 2000, na peça The Why, produzida por Noah Wyle (da série E.R., Plantão Médico no Brasil e Serviço de Urgência em Portugal). Também em seu currículo podemos destacar os filmes Chance (produzido, dirigido e estrelado pela colega Amber Benson, a Tara de Buffy), Widing Roads e House on Haunted Hill, um episódio da série antológica Strange Frequency e a participação como convidado especial no episódio Into the Labyrinth da série Gene Roddenberry's Andromeda (estrelada por Kevin Sorbo).
No cinema seu destaque claramente é para o famoso personagem do desenho de Akira Toriyama, Dragon Ball, Piccolo, que na adaptação "Dragon Ball Evolution", é o "Daimaoh" em japonês é o demônio, assim como no desenho, mas que depois acaba virando uma pessoa do bem, e que ajuda Goku. Masters disse que é o papel de sua vida, pois viu todos os episódios de Dragon Ball, Dragon Ball Z, e Dragon Ball GT, assim como seu filho, que o cobrava por uma boa atuação, algo que ele nunca tirou da cabeça.
Em 2007 participou da comédia romântica PS Eu te Amo.
Marsters, além de atuar, canta, toca guitarra e compõe, tendo feito já diversos shows nos Estados Unidos e Europa com sua ex-banda Ghost of the Robot, com quem gravou o CD Mad Brilliant. Após a separação, James gravou seu primeiro CD solo: Civilized Man.
Em 2017, Marsters se juntou ao elenco da série original do Hulu, Marvel's Runaways, como Victor Stein.

## Filmografia
| Filme           | Filme                                   | Filme                                     | Filme                                                                               |
| Ano             | Filme                                   | Papel                                     | Notas                                                                               |
| --------------- | --------------------------------------- | ----------------------------------------- | ----------------------------------------------------------------------------------- |
| 1999            | House on Haunted Hill                   | Cinegrafista do Canal 3                   |                                                                                     |
| 2002            | Chance                                  | Simon                                     |                                                                                     |
| 2007            | Shadow Puppets                          | Jack                                      |                                                                                     |
| 2007            | A Morte do Superman                     | Lex Luthor                                | Voz/Lançamento-Direto-em-Video                                                      |
| 2007            | P.S. I Love You                         | John McCarthy                             |                                                                                     |
| 2009            | Dragonball Evolution                    | Lord Piccolo                              |                                                                                     |
| 2016            | New Life                                | William Morton                            |                                                                                     |
| Televisão       |                                         |                                           |                                                                                     |
| Ano             | Título                                  | Papel                                     | Notas                                                                               |
| 1992, 1993      | Northern Exposure                       | Bellhop Reverend Harding                  | Episódio: It Happened in Juneau Episódio: Grosse Pointe 48230                       |
| 1995            | Medicine Ball                           | Mickey Collins                            | Episódio: Heart and Sole                                                            |
| 1997            | Moloney                                 | Billy O'Hara                              | Episódio: Herniated Nick                                                            |
| 1997–2003       | Buffy the Vampire Slayer                | Spike                                     | 96 episódios                                                                        |
| 1999, 2003–2004 | Angel                                   | Spike                                     | 24 episódios                                                                        |
| 1999            | Millennium                              | Eric Swan                                 | Episódio: Collateral Damage                                                         |
| 1999            | Winding Roads                           | Billy Johnson                             | Telefilme                                                                           |
| 2001            | The Enforcers                           | Charles Haysbert                          | Minissérie                                                                          |
| 2001            | Strange Frequency                       | Mitch Brand                               | Segmento: Soul Man                                                                  |
| 2001            | Andromeda                               | Charlemagne Bolivar                       | Episódio: Into the Labyrinth                                                        |
| 2004            | The Mountain                            | Ted Tunney                                |                                                                                     |
| 2005            | Cool Money                              | Bobby Comfort                             | USA Network Telefilme                                                               |
| 2005–2006, 2008 | Spider-Man 1 1/2                        | Prof. Dmitri Smerdyakov/Chameleon         | Season 5, 7, + 8                                                                    |
| 2005–2010       | Smallville                              | Professor Milton Fine/Brainiac/Brainiac 5 | Papel recorrente                                                                    |
| 2007–2008       | Without a Trace                         | Det. Grant Mars                           | Episódio: Lost Boy Episódio: Clean Up Episódio: One Wrong Move Episódio: Article 32 |
| 2007            | Saving Grace                            | Dudley Payne                              | Episódio: Bring It On, Earl                                                         |
| 2008            | Torchwood                               | Capitão John Hart                         | Episódio: Kiss Kiss, Bang Bang Episódio: Fragments Episódio: Exit Wounds            |
| 2008            | The Capture of the Green River Killer   | Ted Bundy                                 | Minissérie                                                                          |
| 2008            | Star Wars: The Clone Wars (série de TV) | Capitão Argyus                            | Episódio: Cloak of Darkness                                                         |
| 2009            | Moon Shot                               | Buzz Aldrin                               | ITV Telefilme                                                                       |
| 2009            | High Plains Invaders                    | Sam Denville                              | Telefilme                                                                           |
| 2009            | Numb3rs                                 | Damien Lake                               | Episódio: Guilt Trip                                                                |
| 2009            | The Super Hero Squad Show               | Mister Fantastic                          |                                                                                     |
| 2009            | Lie to Me                               | Pollack                                   | Episódio: Truth or Consequences                                                     |
| 2010            | Caprica                                 | Barnabus Greeley                          | Episódio: Rebirth                                                                   |
| 2010            | Hawaii Five-0                           | Victor Hesse                              | Episódio: Pilot                                                                     |
| 2011            | Supernatural                            | Donald Stark                              | Episódio: Shut Up, Doctor Phill                                                     |
| 2017-2019       | Marvel's Runaways                       | Victor Stein                              | Elenco principal                                                                    |
| Video Games     |                                         |                                           |                                                                                     |
| Ano             | Título                                  | Papel                                     | Notas                                                                               |
| 2002            | Buffy the Vampire Slayer                | Spike                                     | Voz                                                                                 |
| 2003            | Buffy the Vampire Slayer: Chaos Bleeds  | Spike                                     | Voz                                                                                 |
| 2009            | Real Heroes: Firefighters               | Jimmy "Match" Morris                      | Voz                                                                                 |
| 2010            | DC Universe Online                      | Lex Luthor and Brainiac                   | Voz                                                                                 |

## Prêmios e Indicações
Teen Choice Awards
- 2000: Indicado, "TV - Choice Sidekick" — Buffy the Vampire Slayer
- 2002: Indicado, "TV - Choice Actor" — Buffy the Vampire Slayer
- 2003: Indicado, "TV - Choice Actor" — Buffy the Vampire Slayer

Saturn Awards
- 2000: Indicado, "Best Performance by a Supporting Actor in a Series - Drama" — Buffy the Vampire Slayer
- 2001: Venceu, "Best Performance by a Supporting Actor in a Series - Drama" — Buffy the Vampire Slayer
- 2002: Venceu, "Cinescape Genre Face of the Future Award" — Buffy the Vampire Slayer
- 2002: Indicado, "Best Performance by a Supporting Actor in a Series - Drama" — Buffy the Vampire Slayer
- 2003: Indicado, "Best Performance by a Supporting Actor in a Series - Drama" — Buffy the Vampire Slayer
- 2004: Venceu, "Best Performance by a Supporting Actor in a Series - Drama" — Buffy the Vampire Slayer & Angel
- 2005: Indicado, "Best Performance by a Supporting Actor in a Series - Drama" — Angel

Golden Satellite Awards
- 2003: Indicado, "Best Performance by an Supporting Actor in a Series - Drama" — Buffy the Vampire Slayer

SFX Awards, UK
- 2002: Venceu, "Best Comedy Performance" — Buffy the Vampire Slayer
- 2002: Venceu, "Best TV Actor" — Buffy the Vampire Slayer

Spacey Awards, Canada
- 2004: Venceu, "Viewers Choice Award - Favourite TV Character - Male" - "Spike from Angel"